# Reijo Kela
Reijo Kela (* 8. října 1952 Suomussalmi) je finský tanečník. V roce 1970 se přestěhoval do Helsinek a začal studovat obor laboratorní asistent. Jeho zájem o gymnastiku a pohyb jej přivedl ke studiu moderního tance . Z laboratorního asistenta se stal tanečník.
Moderní tanec studoval nejen ve Finsku, ale také v New Yorku pod vedením Merge Cunninghamové, Violy Faberové, Sary Rudnerové, Lara Lubovitche a Douglase Dunna.

## Dílo

### Tanec a choreografie
V letech 1978–1980 spolupracoval s tanečním divadlem Raatiko Dance Theatre. Později se vydal na samostatnou kariéru jako nezávislý tanečník a choreograf. Sám pak vyučoval na finské střední divadelní škole (Theatre High Shool) a střední škole průmyslového umění (High Shool of Industrial Art).
Od roku 1977 Reijo Kela vytváří unikátní choreografie pro taneční představení, jak pro uměleckou galerii, tak i pole,
lesy a i pro divadelní pódia. Jeho nejkratší představení trvá 1,5 sekundy, nejdelší představení trvá 164 po sobě
jdoucích hodin. Reijo Kela vytváří choreografii pro prostory od 25 cm2 až do 100 ha pole. Jeho publikum čítá od jednoho diváka až po 10 000 diváků. Od roku 1990 Reijo Kela vytváří různé typ společných inscenací a vystoupení založené na improvizaci s řadou hudebníků.
Reijo Kela vytváří svůj jedinečný výkon v závislosti na situaci a okolí. Představení Zmrazený vodopád (Freezing
Waterfall, 2000), byl realizován roce ZOH v Lillehammeru (Norsko, 1994), dílo bylo vytvořeno ve spolupráci s severskými hudebníky a technickými odborníky.
Choreografii pro některá svá díla realizoval zcela sám, např.: Tanec pro tebe (Dance for You, 1983), což je
představení pro jednoho diváka, Ilmari's Ploughed Fikmet (Ilmarin Kynnös, 1989) o oblasti Suomussalmi,
Měšťan (City Man, 1989), představení trvající 164 hodin, které se odehrává v malém skleněném domě v Helsinkách, a Obětní kříž (Sacrificial Frame, Uhrituli, 1998), realizované na písečných dunách v Suomussalmi.

### Výtvarná činnost
Mimo choreografie se Reijo Kela věnuje i ojedinělým výtvarným dílům. Dílo o kterém se ve Finsku dlouho hovořilo, a Reijo Kelu proslavilo, má název Tiší lidé (The Silent People). Domovské místo díla je poblíž Suomussalmi, ale proslavila jej až expozice v Helsinkách.